# Surtees
Surtees je bivša momčad Formule 1.
Momčad je osnovao John Surtees 1964. za sudjelovanje u CanAm seriji, a u Formuli 1 se natjecala od 1970. do 1978. Prvi bod za momčad osvojio je John Surtees na VN Nizozemske 1970., a jedina dva postolja osvojili su Mike Hailwood drugim mjestom na VN Italije 1972. i Carlos Pace trećim mjestom na VN Austrije 1973.